# Liga dos Campeões da OFC de 2021
A Liga dos Campeões da OFC de 2021 seria a 20ª edição do principal torneio de clubes da Oceania organizado pela Confederação de Futebol da Oceania (OFC).  
Em junho de 2021 a OFC anunciou o cancelamento do torneio devido as restrições e fechamentos de fronteiras impostas pela Pandemia de COVID-19.

## Equipes Classificadas
Um total de 21 equipes de todas as 14 associações-membro da OFC iriam participar da competição.
- As sete associações desenvolvidas (Fiji, Nova Caledônia, Nova Zelândia, Papua Nova Guiné, Ilhas Salomão, Taiti, Vanuatu) são premiadas com duas vagas cada na fase de grupos.

- As quatro associações em desenvolvimento (Samoa Americana, Ilhas Cook, Samoa, Tonga) recebem uma vaga cada na fase de qualificação, com o vencedor e o segundo classificado avançando para a fase de grupos.

- Os dois membros associados (Kiribati e Tuvalu) serão incluídos nas competições da OFC a partir de 2021. Niue também era membro associado, mas sua filiação foi revogada em março de 2021.[2][3]

| Associação                             | Time                                  | Método de qualificação                                                      |
| Times que entrariam na fase de grupos  | Times que entrariam na fase de grupos | Times que entrariam na fase de grupos                                       |
| -------------------------------------- | ------------------------------------- | --------------------------------------------------------------------------- |
| Fiji                                   | Suva                                  | Campeão – Campeonato Fijiano de Futebol de 2020                             |
| Fiji                                   | Rewa                                  | Vice-campeão – Campeonato Fijiano de Futebol de 2020                        |
| Ilhas Salomão                          | Henderson Eels                        | Campeão – Campeonato Salomonense de Futebol de 20-21                        |
| Ilhas Salomão                          | Solomon Warriors                      | Vice-campeão – Campeonato Salomonense de Futebol de 20-21                   |
| Nova Caledônia                         | Tiga Sport                            | Campeão – Campeonato Neocaledônio de Futebol de 2020                        |
| Nova Caledônia                         | Horizon Patho                         | Vice-campeão – Campeonato Neocaledônio de Futebol de 2020                   |
| Nova Zelândia                          | Auckland City                         | Campeão – Campeonato Neozelandês de Futebol de 19-20                        |
| Nova Zelândia                          | Team Wellington                       | Vice-campeão – Campeonato Neozelandês de Futebol temporada regular de 19-20 |
| Papua-Nova Guiné                       | Lae City                              | Campeão – Campeonato Papuásio de Futebol de 2020                            |
| Papua-Nova Guiné                       | Hekari United                         | Vice-campeão – Campeonato Papuásio de Futebol de 2020                       |
| Taiti                                  | Pirae                                 | Campeão – Campeonato Taitiano de Futebol de 19-20                           |
| Taiti                                  | Vénus                                 | Vice-campeão – Campeonato Taitiano de Futebol de 19–20                      |
| Vanuatu                                | Galaxy                                | Campeão – Campeonato Vanuatuano de Futebol de 2020                          |
| Vanuatu                                | Malampa Revivors                      | Vice-campeão – Campeonato Vanuatuano de Futebol de 2020                     |
| Times que entrariam na fase preliminar |                                       |                                                                             |
| Ilhas Cook                             | Tupapa Maraerenga                     | Campeão – Campeonato Cookense de Futebol de 2020                            |
| Samoa                                  | Lupe o le Soaga                       | Campeão – Campeonato Samoano de Futebol de 2020                             |
| Samoa Americana                        | Pago Youth                            | Campeão – Campeonato Nacional de Futebol de Samoa Americana de 2019         |
| Tonga                                  | Veitongo                              | Campeão – Campeonato Tonganês de Futebol de 2020                            |
| Membros Associados                     |                                       |                                                                             |
| Kiribati                               | MOEL 1                                | Campeão – Campeonato Nacional Kiribati de 2020                              |
| Tuvalu                                 | Nauti                                 | Campeão - Campeonato Tuvaluano de Futebol de 2020                           |

## Cronograma
O torneio seria disputado originalmente entre janeiro e maio de 2021, com a fase de qualificação programada para ser disputada em Samoa em janeiro e a fase de grupos começando em fevereiro. No entanto, o OFC anunciou em 5 de novembro de 2020 que o torneio não começaria antes de 1º de julho devido à pandemia COVID-19.  Em 4 de junho de 2021, a OFC anunciou que o torneio havia sido cancelado e nenhum clube será declarado campeão. 